# Exhibitionismus
Exhibitionismus (von lateinisch exhibere, unter anderem „heraushalten, darbieten, vorzeigen, darstellen, zeigen, wahrnehmbar machen, vorführen“) bezeichnet die Entblößung von – im Alltag in der Regel verdeckten – Geschlechtsorganen oder den Vollzug von sexuellen Aktivitäten in der Öffentlichkeit. Die Handlung soll die Aufmerksamkeit umstehender bzw. zuschauender Personen wecken und entsprechende Reaktionen auslösen.
Da die exhibitionistische Handlung in ihrer Intention darauf abzielt, in anderen Personen einen Eindruck oder eine Reaktion zu erzeugen, ist der sozio-kulturelle Kontext der Handlung (d. h. die Erwartbarkeit für andere Personen, in dieser Situation mit Nacktheit konfrontiert zu werden) entscheidend dafür, ob eine Handlung als exhibitionistisch zu bewerten ist. In diesem Sinne wäre öffentliche Nacktheit in einem kulturell dafür vorgesehenen Rahmen, in dem diese akzeptiert und mitunter sogar gefordert wird (z. B. Sauna, FKK-Strand oder World Naked Bike Ride), nicht als Form des Exhibitionismus zu betrachten.
Der Begriff wird in unterschiedlichen Bedeutungszusammenhängen verschieden verwendet. Im engeren, medizinisch-psychologischen Sinne verweist er auf eine Sexualpräferenz, bei der durch Entblößung oder den Vollzug intimer Handlungen in der Öffentlichkeit sexuelle Lust gewonnen wird. Er stellt somit das Gegenstück zum Voyeurismus dar und kann – muss aber nicht – paraphile Ausformungen annehmen. Die sexuelle Motivation für die exhibitionistische Handlung ist zwar im ursprünglichen, engeren Sinn des Begriffs als wesentlicher Bestandteil enthalten. Im heutigen, alltäglichen Sprachgebrauch umfasst der Begriff jedoch oft auch Handlungen wie z. B. Mooning oder Flashing, die eher durch ein spielerisch-scherzhaftes Herausfordern und Übertreten von gesellschaftlichen Normen und Tabus als durch einen sexuellen Lustgewinn motiviert sind.

## Verwendungen des Begriffs
Der Begriff des erstmals 1877 von Lasègue beschriebenen sexualpsychopathologischen Zustandsbildes wird im medizinischen, juristischen und umgangssprachlichen Kontext mit unterschiedlicher Bedeutung verwendet.
- Bei Vorliegen entsprechender Bedingungen werden exhibitionistische Handlungen aus medizinischer Perspektive als krankhaft diagnostiziert und aus juristischer Sicht als strafbar beurteilt. Wenn Menschen exhibitionistische Aspekte ihrer Sexualität unter der Prämisse der Einvernehmlichkeit ohne einen (medizinisch relevanten) Leidensdruck oder eine (strafrechtlich relevante) Belästigung anderer ausleben, greift diese Kategorisierung jedoch nicht.
- Beim exhibitionistischen Verhalten kann es sich um sexuelle Ersatzbefriedigung, ein Infantilverhalten oder eine neurotische Verhaltensstörung handeln,[3] das nicht nur bei Neurotikern und Psychopathen, sondern auch bei Oligophrenen auftreten kann.[4]
- Zunehmend werden von Privatpersonen intime Bilder und Videos in sozialen Medien und auf verschiedenen Plattformen im Internet verbreitet. Das Hochladen der Darstellungen von sexuellen Handlungen oder erotischer Nacktheit wird für den Sender als lustvoll erlebt. Laut dem Psychologen und Medienexperten Michael Thiel handele es sich um „eine Mischung aus Exhibitionismus und Voyeurismus, aus Stolz auf den eigenen Körper und einer sexuell anregenden Spielform“.[5] Erhalten Frauen unaufgefordert das Bild eines erigierten Penis, wird von Inge Bell (Vorstand von Terre des Femmes) empfohlen, Anzeige zu erstatten. Sie tat dies 2017 wegen sexueller Belästigung; verurteilt wurde der Täter wegen „Verbreitung pornographischer Schriften“.[6]
- Bei der Produktion von Pornografie gilt eine exhibitionistische Neigung als wünschenswerte Qualifikation eines Darstellers.
- Aus entwicklungspsychologischer Sicht wird die im frühen Kindesalter zu beobachtende Zeigelust wertfrei beschrieben. Sie könne auf eine gewisse exhibitionistische Grundveranlagung des Menschen schließen lassen und wurde vom Sexualforscher Ernest Borneman als kindliche Form des Exhibitionismus bezeichnet.[7]

## Psychologie
Nach ICD-10 ist der Exhibitionismus eine Persönlichkeits- oder Verhaltensstörung in Form einer Störung der Sexualpräferenz (Schlüssel F65.2).

„Die wiederkehrende oder anhaltende Neigung, die eigenen Genitalien vor meist gegengeschlechtlichen Fremden in der Öffentlichkeit zu entblößen, ohne zu einem näheren Kontakt aufzufordern oder diesen zu wünschen. Meist wird das Zeigen von sexueller Erregung begleitet und im Allgemeinen kommt es zu nachfolgender Masturbation.“

Diese Definition nach ICD-10 ist gemäß § 295 (1) und § 301 (2) Fünftes Buch Sozialgesetzbuch für Deutschland rechtsverbindlich.
Eine in Schweden durchgeführte Studie kam zu dem Schluss, dass Exhibitionismus bei Männern häufiger vorkomme als bei Frauen.

### ICD-11
In der seit 2022 gültigen ICD-11 gilt die Exhibitionistische Störung mit dem Code 6D30 als Paraphile Störung:

„Die exhibitionistische Störung ist durch ein anhaltendes, fokussiertes und intensives Muster sexueller Erregung gekennzeichnet, das sich in anhaltenden sexuellen Gedanken, Phantasien, dranghaften Bedürfnissen oder Verhaltensweisen äußert und die Entblößung der eigenen Genitalien vor einer ahnungslosen Person an einem öffentlichen Ort beinhaltet, in der Regel ohne dass ein engerer Kontakt gewünscht oder beabsichtigt wird. Damit eine exhibitionistische Störung diagnostiziert werden kann, muss die betreffende Person diese Gedanken, Phantasien oder dranghaften Bedürfnisse ausgelebt haben oder darunter stark leiden. Die exhibitionistische Störung schließt ausdrücklich einvernehmliche exhibitionistische Verhaltensweisen aus, die mit dem Einverständnis der betroffenen Person(en) erfolgen, sowie gesellschaftlich sanktionierte Formen des Exhibitionismus.“

## Rechtswissenschaften

### Ordnungswidrigkeit bis Straftat
Unerwartete Nacktheit an öffentlichen Orten, derart, dass anderen der Anblick des nackten Körpers aufgedrängt wird, kann nach § 118 OWiG i. V. m. § 17 mit einer Geldbuße zwischen 5 und 1000 Euro geahndet werden, wobei in nicht unerheblichen Fällen auch die wirtschaftlichen Verhältnisse des Täters in Betracht kommen.
Im Falle hartnäckiger Wiederholung kommt die Festsetzung eines Zwangsgelds in Betracht.
Dies kann sich zum Beispiel auf Nacktsport erstrecken; in der Schweiz ist Nacktwandern im Kanton Appenzell Innerrhoden ein Offizialdelikt.
Der Straftatbestand des Exhibitionismus in § 183 Strafgesetzbuch ist nur dann erfüllt, wenn die Entblößung der sexuellen Befriedigung dient. Elementar ist die Belästigung einer anderen Person durch die exhibitionistische Handlung. Dazu muss die Handlung eine Person nicht unerheblich in deren Empfinden beeinträchtigen, z. B. indem sie Gefühle von Ekel, Schock oder Schrecken verursacht oder das Schamgefühl verletzt. Die Belästigung ist nicht gegeben, wenn die Reaktion des oder der Betroffenen Interesse, Verwunderung oder Mitleid ist. Die Straftat wird mit Geldstrafe oder Freiheitsstrafe bis zu einem Jahr bestraft.
Exhibitionistische Handlungen vor Kindern werden als sexueller Missbrauch von Kindern ohne Körperkontakt mit dem Kind gemäß § 176a StGB mit Freiheitsstrafe von sechs Monaten bis zu zehn Jahren bestraft, exhibitionistische Handlungen vor Schutzbefohlenen nach § 174 StGB.

### Geschlecht und Schuldfähigkeit des Täters
Täter einer Straftat nach § 183 StGB kann nur ein Mann sein. Eine darauf gestützte Verfassungsbeschwerde wurde durch Beschluss der 2. Kammer des Zweiten Senats des Bundesverfassungsgerichts (BVerfG) vom 22. März 1999 nicht zur Entscheidung angenommen. Das Verbot der Benachteiligung wegen des Geschlechts (Artikel 3 des Grundgesetzes) sei auf die Strafbarkeit von Exhibitionismus ebenso wenig anwendbar wie auf die früher bestehende Strafbarkeit homosexueller Handlungen zwischen Männern (§ 175 Strafgesetzbuch), um das es im Urteil des Ersten Senats vom 10. Mai 1957 gegangen war.
Grund für die Beschränkung auf Männer war laut den Gesetzgebungsmaterialien, dass exhibitionistische Handlungen von Frauen extrem selten seien.
Exhibitionismus einer Frau bzw. einer diversen oder geschlechtslosen Person kann nach § 183a StGB – Erregung öffentlichen Ärgernisses – strafbar sein.
Ende Januar 2017 beschloss der Petitionsausschuss des Deutschen Bundestages einstimmig, dass er die Forderung nach geschlechtsneutraler Formulierung des § 183 StGB unterstütze. Die Reformkommission zum Sexualstrafrecht legte dem Bundesjustizminister am 19. Juli 2017 einen Abschlussbericht vor, in dem sie empfiehlt, § 183 StGB zu streichen (Punkte 52, Seite 20) und für den Fall, dass er nicht gestrichen wird, ihn auf Täterseite geschlechtsneutral zu fassen (Punkt 53, Seite 20). Laut einer Antwort auf eine Kleine Anfrage der AfD-Fraktion „sieht die Bundesregierung – unabhängig von der genannten Entscheidung des BVerfG und den Änderungen im Personenstandsgesetz, auf welche die Frage Bezug nimmt – die Notwendigkeit, die Ausgestaltung von § 183 StGB zu überprüfen“.
Die Schuldfähigkeit des Täters muss besonders geprüft werden, da Exhibitionismus (sofern er F65.2 ICD-10 entspricht) als „andere schwere seelische Störung“ im Sinne von § 20 und § 21 StGB eingestuft werden kann.

### Statistik
Wegen exhibitionistischer Handlungen wurden in Deutschland im Jahr 2008 751, im Jahr 2007 841 und im Jahr 2006 748 Männer verurteilt. Wegen Taten nach § 176 Abs. 4 StGB a. F. (ab 1. Juli 2021 § 176a StGB), unter die auch exhibitionistische Handlungen vor Kindern fielen, wurden 2008 456, 2007 390 und 2006 321 Personen bestraft. Verurteilungen wegen exhibitionistischer Handlungen stellen damit ca. 12–14 % aller Verurteilungen wegen eines Sexualdelikts dar.
Jährlich werden etwa 7000 Fälle von Exhibitionismus angezeigt, wie das Bundesministerium der Justiz und für Verbraucherschutz (BMJV) mitteilte. Für das Jahr 2014 weist die polizeiliche Kriminalstatistik 7007 Fälle von Exhibitionismus aus. 2013 gab es 740 Verurteilungen.

## Begriffserweiterung im allgemeinen Sprachgebrauch
Allgemein gebraucht bedeutet der Begriff eine übertriebene Selbstdarstellung in der Öffentlichkeit, etwa in der Kunst, im Rahmen von Talkshows oder im Internet.
In der Umgangssprache spricht man dann oft davon, dass jemand „exhibitionistisch veranlagt“ sei. Dies kann sich ohne jeden sexuellen Kontext auf Handlungsweisen bestimmter Personen (wie Schauspieler oder Politiker) beziehen, aber es können auch Menschen gemeint sein, die sich gerne knapp bekleidet oder nackt zeigen (z. B. beim Sonnenbaden oder Sauna-/Thermenbesuch).

### Nude in Public

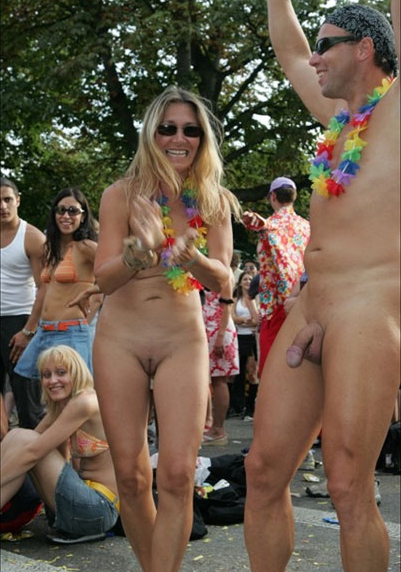
Nude in Public – Personen feiern nackt auf einem Festival

Nude in Public (englisch für Nackt in der Öffentlichkeit), häufig auch NIP abgekürzt, ist eine besondere Variante des Exhibitionismus, bei der das unvorhergesehene, spontane Zurschaustellen von Geschlechtsteilen in der Öffentlichkeit im Vordergrund steht. Dies entspricht auch dem deutschen Straftatbestand.
Die sich entblößenden Personen erfreuen sich dabei an den Reaktionen der anderen und mögen den Reiz des ungewöhnlichen, gesellschaftlich anstößigen Verhaltens. Viele ziehen daraus eine Bestätigung für sich, da sie den Mut dazu aufbringen, oder für ihren Körper, da er die Blicke anderer auf sich zieht.
Eine extreme Form von Nude in Public sind sexuelle Handlungen in der Öffentlichkeit, bei denen bewusst in Kauf genommen oder sogar gewünscht wird, dass Zuschauer vorhanden sind. Während in Pornofilmen meistens Statisten engagiert werden und Zuschauer somit erwünscht sind, können im privaten Bereich auch unwissende Personen Augenzeuge sexueller Handlungen werden. Die Sexualpraktik steht dabei meistens in engem Zusammenhang.

### Flashing
„Flashing“ (zu englisch flash für „Blitz“ oder „Blitzen“) bezeichnet ein kurzes und unvermitteltes öffentliches Entblößen von Geschlechtsorganen. Es kann sich dabei zum Beispiel um das Entblößen der weiblichen Brüste durch Hochziehen der Oberbekleidung oder um das Entblößen der männlichen Geschlechtsteile handeln. Flashing wird oftmals vor Partyfotografen in Diskotheken oder Konzerten praktiziert. Das Phänomen gilt in den USA als verbreiteter.

### Flitzer

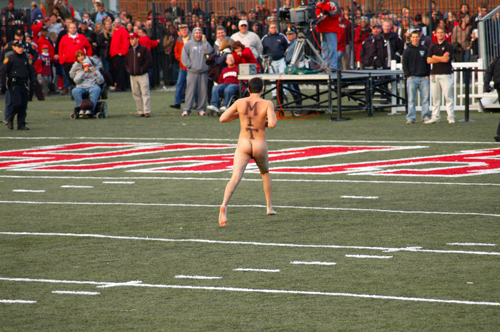
Ein Flitzer bei einer öffentlichen Sportveranstaltung.

Exhibitionisten können sich auch als sogenannte Flitzer darstellen. Dabei zeigen sie sich nackt bei öffentlichen Anlässen, indem sie z. B. während einer laufenden Sportveranstaltung über das Spielfeld rennen. Viele Flitzer haben bei diesem Tun allerdings keine sexuelle Motivation.

## Rezeption
Neben wissenschaftlicher Literatur gibt es Veröffentlichungen aus Sicht Betroffener wie auch Ratgeberliteratur. Alfred Esser, Vorsitzender von Deutschlands erster und bislang einziger deutscher Selbsthilfegruppe für Exhibitionisten, schrieb das Buch Zeigen verboten! Exhibitionismus – ein verkanntes Problem. Unter dem Titel Tagebuch eines Exhibitionisten – sich vor unfreiwilligem Publikum zu entblößen brachte Norman Schulz seine Erlebnisse mit Frauen, der Polizei und der Justiz zu Papier. Zudem behandelt er kuriose Gerichtsurteile, Exhibitionisten-Witze und Zeitungsartikel und gibt Ratschläge, wie sich Frauen gegenüber einem „Entblößer“ verhalten sollten.